# Midnight Star (Original Game Soundtrack)
Midnight Star (Original Game Soundtrack) è la sesta colonna sonora del cantautore statunitense Serj Tankian, pubblicata il 1º febbraio 2019 dalla United Trust of Sonic Preservation.

## Descrizione
Contiene materiale realizzato da Tankian durante il 2012 per il videogioco Midnight Star, rappresentando la sua seconda composizione per un videogioco a distanza di cinque anni dall'uscita di Stranglehold, la cui colonna sonora conteneva anche musiche dell'artista.
Riguardo alla sua pubblicazione, Tankian ha rivelato che sebbene siano passati diversi anni dalla distribuzione del videogioco (avvenuta nel 2015), era intenzionato a rendere disponibile per l'ascolto i 23 brani composti dal momento in cui Midnight Star stesso non era più disponibile per il download.

## Tracce
1. Midnight Star Theme – 1:39
2. After the Battle – 0:28
3. Enemies Await – 0:45
4. Oberon – 1:45
5. Gear Up – 1:54
6. Heading to the Battlefield – 5:06
7. Mending Wounds – 2:12
8. Alien Landscape – 1:54
9. Lost in Space – 3:32
10. Opening Theme Alt – 0:24
11. Joplin – 1:06
12. Artifact – 2:00
13. Onto the Next Skirmish – 2:05
14. Colossus – 2:56
15. Immortal – 1:54
16. Boss Fight – 0:44
17. Surrounded by Enemies – 1:22
18. Victorious? – 1:31
19. Alien Vengeance – 2:01
20. Space – 2:08
21. No Hope in Sight – 1:02
22. Closing in on Us – 1:40
23. Battle to Victory – 1:59